# Canes-Venatici-II-Zwerggalaxie
Die Canes-Venatici-II-Zwerggalaxie, kurz auch Canes Venatici II, ist eine spheroidale Zwerggalaxie im Sternbild der Jagdhunde.
Sie wurde im Jahr 2006 in Aufnahmen der Durchmusterung des Sloan Digital Sky Survey entdeckt.
Die Galaxie befindet sich in einer Entfernung von etwa 150 kpc zu unserem Sonnensystem und bewegt sich auf unsere Sonne mit einer Geschwindigkeit von 130 km/s zu.
Sie besitzt eine ellipsoide Form mit einem Achsverhältnisse von etwa 2:1 und einem Halblichtradius von {\displaystyle {74_{-10}^{+14}}} pc.

## Eigenschaften

### Leuchtkraft
Canes Venatici II ist eine der kleinsten und lichtschwächsten Satellitengalaxien unserer Milchstraße. Die integrale Leuchtkraft entspricht mit einer absoluten Helligkeit von MV = −4,9m in etwa dem 8.000fachen der Sonne, was weniger ist als die Helligkeit eines typischen Kugelsternhaufens.
Trotzdem besitzt die Zwerggalaxie aufgrund eines hohen Masse-Leuchtkraft-Verhältnisses von 340 eine Gesamtmasse von etwa 2,5 Millionen Sonnenmassen. Dies impliziert eine für diesen Galaxientyp nicht untypische Dominanz durch Dunkle Materie.

### Metallizität
Die Sternpopulation von Canes Venatici II setzt sich hauptsächlich zusammen aus älteren Sternen, die vor mehr als 12 Milliarden Jahren entstanden.
Die Metallizität dieser altern Sterngeneration ist entsprechend gering mit [Fe/H] = −2,19 ± 0,58, was bedeutet, dass sie in etwa 150 mal weniger an schweren Elementen besitzt als die Sonne.
Die Sterne von Canes Venatici II gehören damit wohl zu den ersten Sternen überhaupt, die sich im Universum gebildet haben. Derzeit ist in dieser Galaxie keine Sternentstehung feststellbar, die untere Messgrenze an neutralem Wasserstoffgas liegt bei 14.000 M☉.